# Morgan (Bischof)
Morgan (auch Morgan Bloet) (* nach 1175; † 1217) war ein englischer Geistlicher. Er wurde zum Bischof von Durham gewählt, doch die Wahl wurde nicht anerkannt.

## Leben
Morgan Bloet war ein unehelicher Sohn des englischen Königs Heinrich II. aus einer Affäre mit der walisischen Adligen Nest Bloet. Seine Mutter war eine walisische Prinzessin, die den anglonormannischen Adligen Ralph Bloet geheiratet hatte. Vermutlich hatte der König Nest bei einem Besuch 1175 in Gloucester getroffen. Morgan wuchs im Haushalt von Ralph Bloet und Nest auf. Er wurde Geistlicher und schließlich Propst von Beverley Minster. Nach dem Tod von Bischof John de Gray wurde er zwischen dem 7. März und dem 7. Mai 1215 durch den Einfluss seines Halbbruders König Johann Ohneland zum Bischof der Diözese Durham gewählt. Morgan reiste nun nach Rom, um vom Papst die Bestätigung seiner Wahl zu erlangen. Papst Innozenz III. musste jedoch die Wahl ablehnen, als Morgan gegenüber der Kurie seine uneheliche Abstammung nicht verleugnen wollte und darauf bestand, ein Sohn von Heinrich II. zu sein. Der Papst bot ihm als Ersatz eine andere Pfründe seiner Wahl an, doch Morgan kehrte enttäuscht nach England zurück. Er legte 1216 oder 1217 seine kirchlichen Ämter nieder und starb kurz darauf.